# Tião (ur. 1948)
Tião, właśc. Sebastião Carlos da Silva (ur.
8 marca 1948 w Santa Leopoldinie) – piłkarz brazylijski, występujący podczas kariery na pozycji pomocnika.

## Kariera klubowa
Karierę piłkarską Tião rozpoczął w Corinthians Paulista w 1968 roku. 8 lipca 1971 w wygranym 4-1 meczu z Santa Cruz Recife Tião zadebiutował w lidze brazylijskiej. W 1976 roku występował w Coritibie FC, z którą zdobył mistrzostwo stanu Parana – Campeonato Paranaense. W 1977 roku występował w Guarani FC i ponownie w Corinthians, z którym zdobył mistrzostwo stanu São Paulo – Campeonato Paulista. Bilans jego występów w Corinthians to 363 mecze i 13 bramek. Będąc piłkarzem Guarani 14 grudnia 1977 w przegranym 0-2 meczu z Grêmio Porto Alegre Tião po raz ostatni raz wystąpił w lidze brazylijskiej. Bilans jego w lidze to 140 meczów i 9 bramek. Ostatnim klubem w karierze Tião był Juventus São Paulo, w którym występował w latach 1977–1980.

## Kariera reprezentacyjna
W 1968 roku Tião uczestniczył w Igrzyskach Olimpijskich w Meksyku. Na turnieju Tião wystąpił we wszystkich trzech meczach grupowych reprezentacji Brazylii z Hiszpanią, Japonią i Nigerią.